# Apeadero de Madalena
El Apeadero de Madalena es una estación de la línea del Norte de la CP, situado en el PK 329,3.

## Características

### Localización y accesos
Se encuentra junto a la localidad de Madalena, teniendo acceso de transporte por la calle de la Estación.

### Servicios
Esta plataforma es utilizada por los servicios urbanos de la línea del norte, de la red de convoyes urbanos de Porto de la operadora Comboios de Portugal.